# Mary Schneider
Mary Schneider (née le 25 octobre 1932 à Rockhampton, dans le Queensland) est une chanteuse australienne connue pour avoir interprété en yodel plusieurs standards de nombreux compositeurs de musique classique. 

## Biographie
Mary Schneider est née dans une famille de musiciens d'origine allemande, au sein de laquelle elle a appris le ukulele et le yodel. Adolescente, elle a chanté avec sa sœur Rita Schneider, au sein du duo The Schneider Sisters.
Son répertoire s'étend de la musique classique en yodel aux chansons folkloriques européennes en passant par la musique country et le jazz. Elle a d'ailleurs reçu cinq Mo Awards (en). Elle se produit principalement dans les clubs et les pubs en Australie, ainsi qu'à l'étranger, où elle remplit des stades.
Sa fille est la chanteuse Melinda Schneider (en), qui a gagné un ARIA Award.

## Télévision et radio
Elle est apparue au Don and Mike Show, The Howard Stern Show et sur la National Public Radio aux États-Unis, au Spicks and Specks et Enough Rope sur ABC TV et dans Eurotrash au Royaume-Uni.

## Discographie
- Yodeling the Classics (Koch Crossover Music, Catalog #3-6650-2)
- 2001: Yodeling the Classics II (Koch Crossover Music, Catalog #3-6660-2)
- Ultimate Collection
- "The magic of yodelling" (K-tel)